# Суджук-кале
Суджук-Кале (тур. Sucuk-Kale или Soğucak) — турецкое поселение-порт с небольшой крепостью, прилегающее к территории, которую сейчас занимает город Новороссийск.  Остатки крепости были утрачены в результате жестоких боев на Малой Земле в 1943 году. Крепость непосредственно находилась на территории, занимаемой в настоящее время мемориальным ансамблем «Малая Земля». Имя поселения перешло на находящуюся рядом Суджукскую косу, а также Суджукскую лагуну и остров Суджук.

## Название крепости
Название крепости в османском языке записывалось как صوعوجق قلعة и произносилось как «Соуджак-Кале» (в современном турецком языке в слове Soğucak буква ğ также не произносится). В турецком, русском и других языках название крепости встречается в нескольких вариантах. В турецком: Soğucuk kale, Sucuk kale; в русском: Согуджук-Кале, Согучак-Кале, Сучак-Кала и даже Сунджук-Кале; в западноевропейских языках: Sudgiak kaleh, Soudjiack kale, Sujuk kaleh, Soudjouk kale, Sogoudjak kale и др.
Единого мнения о переводе слова Soğucak (Soğucuk) на русский язык нет. Наиболее близко по звучанию турецкое слово Soğukca — «холодноватый». В литературе XIX века встречался перевод названия как «колбасная крепость», однако в османском языке название колбасы «суджук» записывалось совершенно иначе: سوجوق. Встречались также мнения о происхождении названия крепости от названия Синдского царства, которое существовало здесь в начале 1 тысячелетия нашей эры.

## История крепости

### Основание крепости
Основание крепости не было связано с русско-турецким противостоянием — Чёрное море в то время было внутренним морем Османской империи, первые российские корабли войдут сюда только через 50 лет.

Эта часть Османской Империи управлялась Крымским ханством и турецкая власть здесь осуществлялась с помощью крымскотатарской администрации и татарского войска, которые удерживали в повиновении полукочевые горские(абхазо-адыгские) племена, обитавшие в этих местах. Однако, ослабление ханской власти вследствие непрерывных заговоров и дворцовых переворотов в конце XVII — начале XVIII веков привело к неповиновению ханам и частым нападениям горских племен на татарские поселения и тем самым к опасности для Турции утраты власти в этом регионе. Эту опасность и должно было исключить строительство крепости, задача которой была в покорении горцев и приведении их в повиновение.
Вопрос о строительстве крепости был поднят крымским ханом Саадет IV Гераем в 1717 году после очередного морского набега горцев на татарское поселение в Геленджике. По этой причине планировалось построить крепость в Геленджике, но по просьбе узденей местного абазинского племени, обратившихся к Ахмед-Герай султану (отцу последнего крымского хана Шахин Герая), было решено перенести строительство в другое место.
Ахмед-Герай султан поручил Зам-Оглу-Булет-бею найти новое место, который выбрал его возле морской косы (на окраине будущего Новороссийска), откуда хорошо просматривался вход в Цемесскую бухту. Начальником строительства был назначен Алим-Гирей-султан. Крепость строилась по указаниям турецкого архитектора, для строительства сюда был прислан турецкий флот. Непосредственными строителями были татары бурлацкого поколения едичкульской орды. Строительство крепости было закончено в 1722 году.

### Описание крепости
Крепость была сложена из кирпича и имела форму квадрата, со стороной 210 м. Диагонали квадрата были направлены по сторонам света. На углах располагались четыре пятигранные башни, имевшие форму бастионов. Толщина крепостных стен составляла 4 м. На каждой башне было установлено по 9 орудий. Орудия были установлены между зубцами трапецеидального сечения, что обеспечивало широкий сектор стрельбы.

Снаружи крепость имела ров, глубиной 6 м и вал. Вокруг вала находилась эспланада (кощунда).
Главные ворота крепости располагались на северо-восточной стороне, обращенной к построенному здесь морскому порту. На юго-западной стороне располагались Константинопольские ворота. В дальнейшем, были сделаны ворота на северо-западной и юго-восточной сторонах.

Над главными воротами была установлена мраморная надвратная плита, частично сохранившаяся до нашего времени (выставлена в Новороссийском городском музее). 

Надпись на плите гласит: «Падишах Запада и Востока… третий падишах Завоевавший Иран и Гурджистан… в период его правления создано множество красивого Для крепости Согуджак он издал приказ о начале строительства Эта новая крепость стала преградой на пути врагов И пусть Аллах даст ей долгую жизнь Рашид по окончании строительства указал такую дату… Властелин Ахмет Хан… ».
Внутри крепости находились дома для янычар и татарских семей.
История крепости включает в себя три отличных друг от друга периода: турецко-татарский, турецкий и турецко-горский.

### Турецко-татарский период
Охватывает промежуток времени от основания крепости — до объявления независимости Крымского ханства. В этот период крепость была центром Суджукского санджака — административного района от Левобережья Кубани до Черноморского побережья. Суджукский санджак входил в состав Трабзонского эялета Османской империи.
 По свидетельству М. Пейсонеля в крепости было 200 домов, в которых проживало 400 человек. В крепости не было никакой торговли, все продукты привозились из Тамани и, в небольших количествах, закупались казной у местных жителей. Дома располагались бессистемно, вперемешку с садами и огородами, улиц не было. Комендантом крепости был татарский бей, назначаемый кубанским сераскиром в г. Коплу (ныне — г. Славянск-на-Кубани). Российский историк В. А. Потто называл Суджук-кале «скромным татарским городком».
В 1747 году в крепость был сослан впавший в немилость хана Абд ал-Гаффар Кырыми — известный крымскотатарский ученый и поэт. Здесь он написал «Умдет уль-ахбар иль-му‘тебер» и другие религиозно-исторические произведения. В 1748 году он вернулся в Крым. Крепость он охарактеризовал как «ненадежное место».
Порте довольно быстро удалось навести здесь порядок. Месяцеслов Екатерины II описывал Суджук-кале как «главнейшее место в Абхазии, где турки имеют начальника, который с близлежащих уездов собирает подать и содержит их в послушании». 
Подать собиралась в виде рабов, источником которых были горские племена, продававшие пленных и членов их семей после набегов. В рабство обращались также все иноземцы, не пользовавшиеся покровительством местных князей.
 Ежегодно из Суджук-кале и Геленджика в Константинополь вывозилось до 12 тысяч рабов, в том числе черкешенок для турецких гаремов.
В русско-турецкую войну 1768—1774 годов крепость и прилегающая к ней коса использовались как охраняемый плацдарм для высадки морского десанта, сосредоточения и переформирования войск, отправки их к месту боевых действий.
29 мая 1773 года эскадра Донской флотилии под командованием капитана 1-го ранга Я. Ф. Сухотина уничтожила под стенами крепости 6 турецких боевых кораблей.
23 августа 1773 года эскадра Донской флотилии под командованием капитана 2 ранга И. Г. Кинсбергена обратила в бегство 18 турецких кораблей с десантом (6 тыс. человек), предназначенным для высадки в Крыму.
Черноморского флота ещё не существовало — он появится только через 10 лет. В сражениях принимали участие «новоизобретенные» суда, построенные в Воронежской губернии — в Хопре, Икорце, Павловске, Таврово: фрегат «Второй», корабли: «Новопавловск», «Азов», «Морея» и др. «Новоизобретенными» они назывались потому, что это был новый тип боевых морских судов, имевших малую осадку, позволявшую проходить по мелководным местам на реках, но ничем не уступавший обычным морским кораблям.

### Турецкий период
Турецкий период охватывает временной промежуток от объявления независимости Крымского ханства в 1774 году до его присоединения к России.
В это время крепость Суджук-кале становится центром интриг Порты, имеющих целью возврат Крымского ханства под протекторат Османской империи путём приведения к власти на Кубани и в Крыму сторонников унии с Турцией и непосредственной высадки турецких войск в Крыму. В Суджук-кале стал базироваться турецкий флот, высаживались десанты, сюда один за другим приезжают высшие чины турецкой армии и флота, всевозможные эмиссары, агитировавшие татарское население выступить против независимости Крыма.
Одновременно, Порта выселяла татар из Суджук-кале с тем, чтобы лишить оснований требования крымских ханов о передаче крепости в состав независимого Крымского ханства. 
Согласно Кючук-Кайнарджийскому договору Турция была обязана вывести свой гарнизон из Суджук-кале, оставив его татарскому населению. Однако Порта отказалась передать Суджук-кале Крымскому ханству, ссылаясь на отсутствие в договоре конкретного упоминания о Суджук-кале и наличие в этой местности других народов, которые являлись её подданными.
Для того, чтобы горские племена согласились признать себя подданными Турции, многочисленные турецкие эмиссары и агенты подкупали князей местных племен, раздавали деньги авторитетным в той местности узденям.
В Суджук-кале остался только турецкий гарнизон, по сведениям Шахин Герая, состоявший всего из 30 янычар. Оказавшись без татарского населения, крепость пришла в упадок. По словам одного из российских дипломатов, в ней почти не осталось других строений «кроме двух или трех досочных изб, нескольких шалашей для прикрытия турецкого коменданта с небольшим малочисленным и ободранным гарнизоном».
 Укрепить гарнизон у Порты не получалось — янычары отказывались ехать в Суджук-кале, и, по возможности, бежали в массовом порядке, вместе с офицерами, с направляемых туда судов.
Причины для этого были, так как горцы, почувствовав слабость власти, начали, в буквальном смысле, охоту на турецких солдат, с тем чтобы захватив их в плен, продать в качестве рабов. В 1778 году горские князья гостеприимно встретили в Суджук-кале турецкий флот во главе с командующим флотом Османской империи Гази Хасан-пашой, и четырёхтысячный десант турецких войск, во главе с главнокомандующим армии Османской империи Джаныкли Али пашой; однако ночью напали на них и похитили 200 турецких солдат, которых увели в горы. 
 Наутро потребовали выкуп, эквивалентный 1 волу за каждого солдата, который Портой был выплачен.
 Нападениям горцев стали подвергаться и татарские поселения, татары просили защиты у Порты, но безуспешно.
С 1775 по 1782 год эмиссары Порты, обосновавшиеся в Суджук-Кале, сумели организовать несколько мятежей и восстаний татарского населения на Кубани и в Крыму, сместить Сахиб II Герая и Шахин-Герая.
 Интриги эмиссаров Порты сопровождались ощутимой военной поддержкой — только в 1778 году через Суджук-Кале прошло несколько десятков тысяч солдат. Количество морских судов на рейде Суджукской бухты доходило до 163, численность войск на них — до 40 тысяч человек. 
В 1778 году сюда был назначен комендантом двухбунчужный Мехмед-паша, обер-комендантом — трехбунчужный (соответствует современному званию маршала) Ахмед-паша. 
Назначения генералов такого уровня соответствовали признанию Суджук-кале центром уже не санджака, а эялета Османской империи. О Суджук-кале как центре будущего эялета говорил и визирь Османской империи Абди-паша назначенному в Суджук-кале комендантом Ферах Али-паше (Ferah Ali Paşa). Турецкий визирь видел в новом эялете опорный столп Османской империи.

Ферах Али-паша стал комендантом Суджук-кале после Сулеймана-аги, который ещё ранее бывал здесь в качестве эмиссара Порты. Однако агитация Сулеймана-аги произвела на местные племена противоположный эффект — в октябре 1780 года они пошли на штурм крепости. Взять крепость они не смогли и в отместку сожгли все расположенные возле наружные магазины с провиантом, закупленным Портой для крепости. Гарнизон крепости, оставшись без провизии, хотел расстрелять Сулейман-агу, но тот откупился, раздав тысячу турецких червонцев. После этого крепость фактически оказалась в длительной блокаде горцами.
Этот гарнизон почти весь погиб от голода. Прибывший в мае 1782 года новый комендант крепости Ферах Али паша нашёл в живых только одну супружескую пару — янычара и его жену, обессиленных от голода.

### Турецко-горский период
Этот период охватывает время от присоединения территории Крымского ханства к России, до оставления развалин крепости турецким гарнизоном в 1819 году. 
Потерпев поражение в попытках вернуть себе Крым, Порта направила свои усилия на превращение Суджукского санджака в новый вилайет Османской империи с тем, чтобы получить из горцев 80 тысяч солдат. С их помощью Порта надеялась вернуть Крым. Но для этого следовало обратить в ислам непокорное горское население. До этого времени Порту совершенно не интересовали религиозные убеждения горцев. Горцы, племена которых состояли из представителей разных народов и рас, не исповедовали какой-то определённой религии, среди них были христиане, мусульмане, ламаисты, последователи всевозможных языческих культов, почитались деревья и священные животные.
Ферах Али-паша сыграл выдающуюся роль в истории Суджукского санджака. Он происходил из грузинской семьи, принявшей ислам, дослужился в Турции до звания, соответствовавшего генерал-лейтенанту в европейских странах. В Суджук-кале привез с собой 60 человек свиты, положенной по его высокому положению. Выписал из Константинополя ещё 1000 новобранцев. Чтобы завязать хорошие отношения с местными племенами, женился на дочери местного князя, так же поступила и его свита. Организовал распространение ислама, строительство мечетей и нашёл священнослужителей для них. Не доверяя ни в какой мере татарам, выслал их на окраины своих владений.
Для обороны региона Порта предполагала построить ряд крепостей, в том числе крепость в Анапе и реконструировать Суджук-Кале. Однако горцы, несмотря на исключительную храбрость и великолепную военную выучку, были непригодны для обороны крепостей. Их обычаи не позволяли им находиться в укрепленных или защищенных местах — это считалось проявлением трусости. Горские дома всегда были ветхими и делались из плетенного тростника, обмазанного глиной. В то же время стояло пустым генуэзское поселение с каменными домами и крепостью, существовавшими ещё в начале XIX века. Поэтому Ферах Али-паша заселил Суджук-кале выходцами из Малой Азии.

Строительство началось в 1784 году под руководством французского инженера Де-Лафит-Клаве. Суджук-Кале получила новые укрепления снаружи, была перестроена внутри. Появилась мечеть, казарма, дворец паши и помещение для помощника паши, арсенал.
Одновременно началось строительство крепости в Анапе, с окончанием которого Ферах Али-Паша перешёл туда. Однако он оставался главой суджукского санджака и продолжал оставаться комендантом Суджук-кале.
В конце 1785 года Ферах Али-паша поехал в Константинополь. В это время гарнизон Суджук-кале под руководством интенданта Хасан-Али попытался присоединиться к войскам Мансура. Порта обратилась за помощью к России и с помощью русских войск волнения были подавлены.
Прибывший в начале 1786 года в Суджук и Анапу новый комендант Биджан-оглу Али-паша казнил управляющего Суджук-кале, оставшегося вместо Ферах Али-паши. Биджан-оглу Али-паша военными делами не интересовался и занимался исключительно работорговлей.
В 1787 году комендантом Анапы и Суджук-кале стал Мустафа-паша, которого в 1790 году сменил Батал-паша. После неудачного похода против русских войск он перешёл на сторону России. Следующим комендантом Анапы и Суджук-Кале стал Ипекли-паша.
В 1791 году крепость Анапа была взята генералом Гудовичем, в плен попали Ипекли-Паша и Мансур. Узнав об этом, гарнизон Суджук-Кале покинул крепость. В Суджук-Кале был послан подполковник Сенненберг с небольшим отрядом, который взорвал укрепления крепости, после чего вернулся в Анапу. После подписания Ясского мира эти места снова отошли к Турции. В 1792 году в Суджук-Кале был высажен крупный турецкий десант, крепость была восстановлена.

В ходе Русско-турецкой войны 1806—1812 годов крепость в конце 1810 года была занята без боя генералом Рудзевичем (крымским татарином по происхождению, будущим героем штурма Парижа в 1814 году). Российские войска укрепили её, выкопали новые рвы, установили современные орудия. Однако ввиду непригодного для обороны расположения Суджук-кале, новую крепость было решено строить на противоположном берегу бухты. Работы по модернизации Суджук-Кале были прекращены. В 1812 году по условиям Бухарестского мирного договора, в преддверии с войны с Наполеоном, Россия оставила эти места. Крепость была взорвана и после не восстанавливалась.

Турецкий гарнизон покинул развалины крепости в 1819 году, после чего на этой территории возник крупный рынок, состоящий из 250 лавок, где продавали различные виды товаров, в том числе рабов и оружие.
В 1829 году по Адрианопольскому мирному договору территория у Цемесской бухты перешла от Турции к России.
В 1836 году в честь крепости была переименована английская шхуна «Виксен», которая была объявлена призом Российской Империи, после того как была задержана у крепости с военным грузом для горцев. Шхуна «Суджук-кале» вошла в состав российского Черноморского флота.
12 сентября 1838 года корабли российской эскадры вошли в Цемесскую бухту, 5816 человек под командованием Н. Н. Раевского и М. П. Лазарева высадились в нескольких километрах от развалин турецкой крепости, в районе устья реки Цемес. Этот день празднуется теперь как День основания города Новороссийска.